# Награда Мајкла Нобела за енергију
Награда Мајкла Нобела за енергију је предложена награда коју су 2007. објавили неки чланови Нобелове породице и Нобеловог добротворног фонда, који су основали Мајкл Нобел, Питер Нобел, Густаф Нобел и Филип Нобел. Наградио би иновације у технологији алтернативне енергије. Награда још није додељена.   Награду би доделио Нобелов добротворни фонд а не Нобелова фондација, организација која додељује Нобелове награде.
План је објављен на NanoTX’07, конференцији о нанотехнологији када се Мајкл Нобел обратио присутнима у вези са објављивањем нове награде за напредак у алтернативној енергији. Нобелова фондација је брзо реаговала претећи правним поступком због „очигледне злоупотребе угледа и добре воље Нобелове награде и удружења интегритета и еминенције која су створена током времена и напорима Нобелових комитета”.  Мајкл Солман, директор Нобелове фондације и изабрани поглавар породице Нобел, није одобравао институцију тзв. Dr. Michael Nobel Award (Награде Мајкла Нобела), као и Нобеловог добротворног фонда  и Нобеловог породичног добротворног друштва. 